# Le Bois d'ébène
 (octobre 2017).
Si vous disposez d'ouvrages ou d'articles de référence ou si vous connaissez des sites web de qualité traitant du thème abordé ici, merci de compléter l'article en donnant les références utiles à sa vérifiabilité et en les liant à la section « Notes et références ».
Le Bois d'ébène est le cinquième tome des Passagers du vent de François Bourgeon. 
Il est le dernier du cycle, qui sera prolongé trente ans plus tard par deux albums mettant en scène la descendance d'Isa.

## Résumé
Les personnages des Passagers du vent sont à bord de la Marie-Caroline, navire négrier dont moins de trente hommes assurent le fonctionnement. Dans ses cales, 340 esclaves, hommes, femmes et enfants, qu'il est convenu d'appeler « le bois d'ébène ». La traversée vers Saint-Domingue (actuellement Haïti) durera environ trois mois.

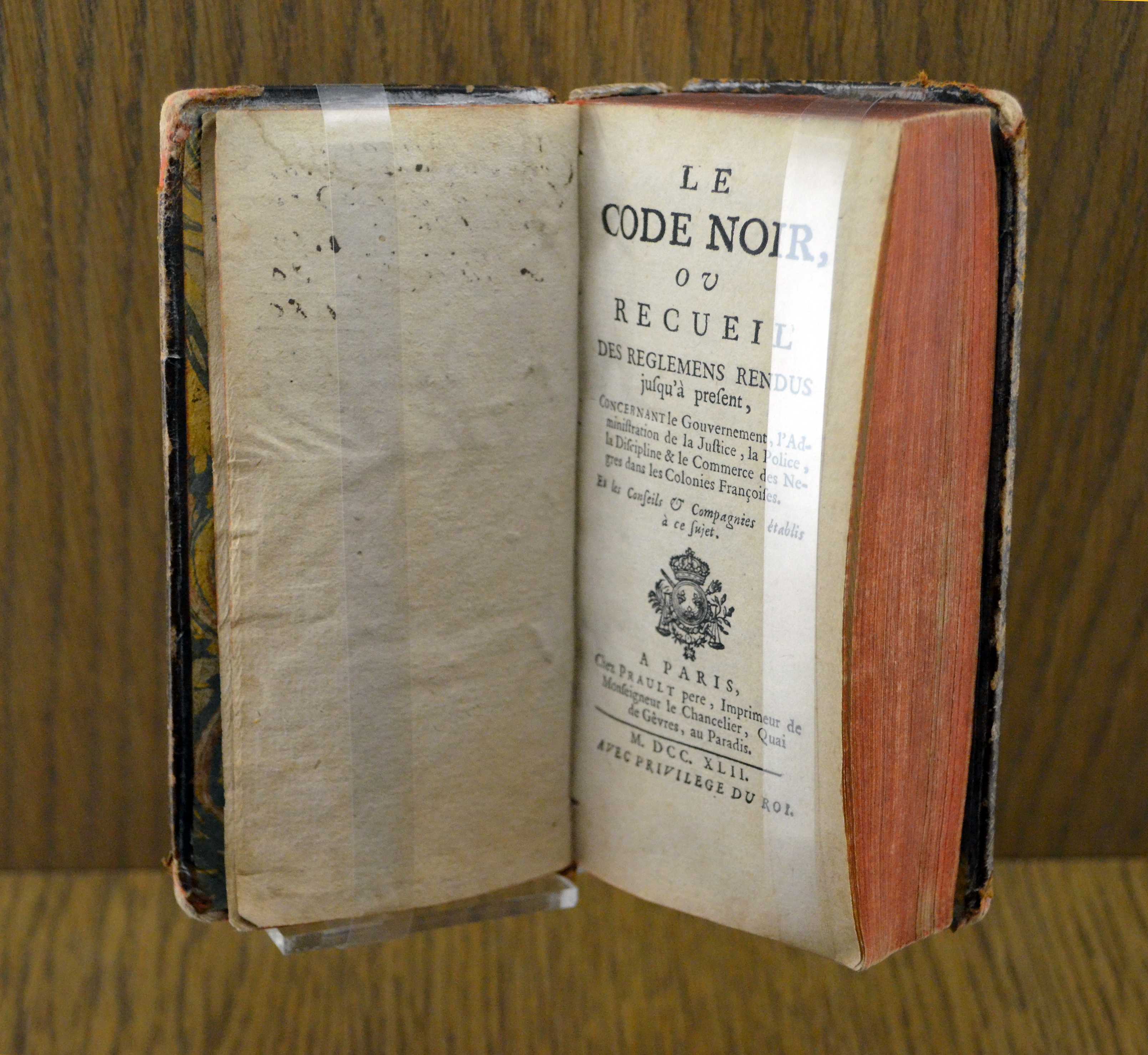
Exemplaire du Code noir édité en 1742, musée d'histoire de Nantes.

Isa a obtenu que son esclave Alihosi reste avec elle et ses amis à l'arrière du navire, et non dans le parc aux femmes avec les autres esclaves. Elle fait ainsi office de servante. Le lieutenant Bernardin, commandant la Marie-Caroline, voit aussi en elle de quoi « occuper » ses soirées. Mais Alihosi se rebelle contre Bernardin. Celui-ci, homme dur et sans pitié, ne tolère pas cet affront, et la condamne à 100 coups de fouet. Demandant une grâce à Bernardin, Isa n'obtient qu'une aggravation de la peine. Alihosi s'en sort vivante, et est à présent enfermée dans la soute aux femmes.
En escale sur l’île du Prince (Principe), à la suite d'une manœuvre mal gérée, le lieutenant Chenier, second du navire est tué, ainsi que trois matelots. L'aspirant Vignebelle se retrouve avec un bras fracturé.
Et le voyage reprend. Certains matelots sans scrupules descendent de temps à autre au parc des femmes, pour commettre des viols, entre deux corvées du bord. Mais l'un d'entre eux commet une erreur fatale : contre les ordres de Latrogne, le maître d'équipage, le matelot surnommé « La Garcette » descend avec son couteau, et le perd. Le parc des femmes se trouvant à l'arrière du navire, celui-ci donne accès aux commandes du gouvernail, notamment aux drosses, gros cordages qui relient la barre au gouvernail. Une nuit, le navire ne répond plus. Le charpentier du bord descend pour réparer la drosse coupée. Les femmes, guidées par Alihosi, mais commandées par Sôsihoué, saisissent un pied de biche. Plus tard, à l'aide de cet outil, elles percent un passage vers les cabines, afin de voler les armes à feu du bord, et de rejoindre le parc aux hommes. Bernardin se réveille, entendant du bruit, mais Alihosi l'assomme et le jette par-dessus bord.
Dehors, la tempête fait rage. Un coup de vent violent couche le navire, qui reste engagé (couché sur le flanc, et qui ne se redresse pas de lui-même). Latrogne est assommé par une poulie, le commandant est introuvable, l'équipage se croit perdu. Vignebelle reste le seul officier à bord. Il prend les choses en main, mais sa jeunesse et son manque d'expérience ne lui confèrent pas le respect des matelots. Le charpentier du bord lui suggère de couper le haut des mats afin de redresser le navire. Avec l'aide d'Hoel, pour qui grimper dans la mâture dans une tempête n'est pas un problème, ils vont, armés de haches, couper les hauts des mâts. Malheureusement, le charpentier du bord, accroché par un hauban, est emporté avec le mât.
Ayant embarqué des tonnes d'eau, et supposant des noyés dans la cale, Vignebelle fait ouvrir le panneau. C'est à ce moment que les esclaves, libérés et armés par les femmes, passent à l'attaque. Le reste de l'équipage parvient, non sans mal, à repousser l'assaut, et se réfugie derrière la palissade, les mutins occupant l'avant du navire.
Pensant, à juste titre, qu'Alihosi est à l'origine de la rébellion, Isa décide de descendre dans le parc afin de la convaincre d'abandonner la lutte. Isa veut la convaincre que même s'ils s'en sortent victorieux, les révoltés n'arriveront jamais à manœuvrer le navire. Mais à peine descendu, Isa et le chirurgien Rousselot qui l'accompagne se font tirer dessus par Sôsihoué. Rousselot à une main arrachée. Il meurt des suites de sa blessure.
Se sentant perdus, quatre matelots ne se privent pas de rendre visite à Mary dans sa cabine, et sans vergogne, la violent à tour de rôle.
La situation est désespérée. Le navire prend l'eau, mais sans pouvoir accéder aux voies d'eau, ni aux pompes, il est condamné à sombrer. Vignebelle, ignorant ce qui est arrivée à Mary, décide de passer à l'offensive. Mais l'équipage ne veut pas le suivre et s'apprête à le jeter par-dessus bord, quand Sôsihoué, du haut d'une hune les met en joue avec un fusil spécial à 14 tubes. De quoi maintenir en respect toute une troupe. Mais Latrogne intervient, et tire sur Sôsihoué. Avec l'aide du cuisinier, Grignoux, Latrogne reprend les choses en main et poursuit l'idée de Vignebelle d'aller faire exploser le seul baril de poudre en possession des mutins. Grignoux, témoin du viol de Mary, « propose » les noms des volontaires pour ce coup de main. Des quatre agresseurs, trois iront mettre le feu aux poudres. Et dans la nuit, une formidable explosion ébranle la Marie-Caroline. Dans la confusion qui s'ensuit, l'équipage passe à l'attaque et reprend le contrôle du navire. Les réparations sont entreprises, les pompes refoulent l'eau des cales, un gréement de fortune est mis en place. La Marie-Caroline peut reprendre sa route.
Mais Alihosi reste introuvable. Mary la retrouve par hasard cachée dans la cambuse. Avec Isa, elles décident de la cacher jusqu'à leur arrivée à Saint-Domingue, sachant qu'elle est condamnée à une mort certaine si elle est prise. Grignoux, qui n'ignorait pas la présence d'Alihosi, propose à Isa de s'occuper de son sort une fois arrivé à destination.
Et puis un jour, la Marie-Caroline jette enfin l'ancre au Cap-Français (actuellement Cap-Haïtien). Grâce à Michel de Saint-Quentin, Isa, Hoel, Mary et sa fille Enora trouvent refuge chez Élisabeth de Magnan, propriétaire d'une plantation de canne à sucre. Mary apprend que son père est décédé. Elle doit se rendre en Angleterre afin d'hériter de la fortune de son père. Quelques semaines plus tard elle prend le chemin de l'Europe sur la Marie-Caroline remise en état, avec Vignebelle.
Regardant s'éloigner la Marie-Caroline, Hoel reconnaît parmi les navires au mouillage le Foudroyant. Et en effet, l'ancien second, devenu commandant du vaisseau de guerre, reconnaît Hoel.
Devenu fugitif, et risquant d'être pendu pour avoir tué Benoît de Roselande, il se cache, tandis qu'Isa est arrêtée et jetée en prison. Par des lettres transmises par Élisabeth de Magnan, elle le convainc de fuir par le premier bateau disponible. Encouragé par La Garcette, qui lui trouve un embarquement sur un bateau pirate, Hoel fuit à bord du Cerf, commandé par Grignoux, qui avait bien masqué son jeu.
Isa sort de prison, et se retrouve seule. Sans Mary, sans Hoel. Désespérée, elle décide de s'offrir à la mer, « qui sait si bien donner pour toujours tout reprendre », et puis se ravise, pensant qu'elle n'a, somme toute, que « dix huit ans et encore toute la vie devant elle ».

## Personnages
- Isabeau de Marnaye, l'héroïne, amante d'Hoel.
- Bernardin, commandant du vaisseau la "Marie-Caroline"
- Hoel Tragan, matelot, amant d'Isa
- Mary Hereford, femme anglaise accompagnant Isa
- Alihosi, jeune esclave offerte à Isa par le roi Kpengla
- François Vignebelle, aspirant à la Marine Royale, amant de Mary
- Grignoux, cuisinier
- Enora, fille de Mary
- Elisabeth de Magnan, exploitante d'une plantation

A noter : au fil de la série, l'héroïne est constamment nommée Isa (pour Isabeau de Marnaye). C'est donc sous cette identité que la liste des personnages s'y réfère. 